# Acrotrichis thoracica
Acrotrichis thoracica ist ein Käfer aus der Familie der Zwergkäfer (Ptiliidae). 

## Merkmale
Die Käfer erreichen eine Körperlänge von 0,65 bis 0,8 Millimetern. Ihr Körper ist schwarz gefärbt und hat keinen metallenen Glanz. Er ist kurz und breit gebaut und schwacher gewölbt als bei der ähnlichen Art Acrotrichis atomaria. Häufig sind die Seiten des Halsschildes rötlich braun durchscheinend. An den Seiten sind keine Tasterborsten ausgebildet. Der stark glänzende Halsschild ist an den Seiten dicht, ansonsten vereinzelt punktförmig strukturiert. Er ist deutlich breiter als die Deckflügel, die zum Hinterleibsende hin mehr oder weniger verjüngt sind. Die Art unterscheidet sich von Acrotrichis atomaria durch größere Facettenaugen mit etwa 30 Ommatidien. Die Deckflügel sind an ihrem Ende schräg abgestutzt. Die Fühler sind braun oder rostfarben, die Beine sind braungelb.

## Vorkommen und Lebensweise
Die Art ist in Europa, einschließlich der Kanaren und Madeira, am Kaukasus und in Syrien verbreitet. Sie ist in Mitteleuropa weit verbreitet und nicht selten. Die Tiere leben unter faulendem Pflanzenmaterial, häufig in Gesellschaft mit Acrotrichis grandicollis und anderen Arten der Gattung Acrotrichis. 